# Släpvagnskontakter i Europa
Här redovisas släpvagnskontakter som förekommer i hela eller delar av Europa.

## NEN 6120 - Kontakter baserade på ISO 1724
Multicon Feder (Ofta bara kallad Multicon) och Multicon WeSt [Welt Standard] (Ofta kallad Multicon WeSt) kontakter är föregångare till ISO 11446 i ett utförande som är avsett att vara kompatibelt med ISO 1724. Detta innebär att om ett dragfordon har ett uttag av denna typ skall man kunna ansluta en släpvagn med en vanlig 7-polig eller 5-polig kontakt enligt ISO 1724 under förutsättning att släpvagnens koppling följer standard och att släpvagnens handske inte är av metall då denna annars kortsluter de extra stiften.

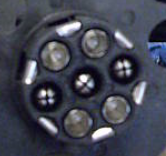
13-polig släpvagnskontakt typ Multicon Feder
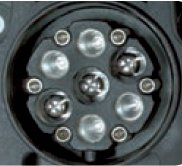
13-polig släpvagnskontakt typ Multicon WeST

Båda kontakterna har samma elektriska koppling och förekommer framförallt i Nederländerna och Tyskland.
| Nr | DIN | Signal                                                                              | Kabelfärg            | Rek. Ledningsarea | Rek. Ledningsarea | Noter          |
| Nr | DIN | Signal                                                                              | Kabelfärg            | mm²               | AWG               | Noter          |
| -- | --- | ----------------------------------------------------------------------------------- | -------------------- | ----------------- | ----------------- | -------------- |
| 1  | L   | Vänster blinkers                                                                    | Gul                  | 1.5               | 15                |                |
| 2  | 54G | +12V från batteri eller tändning, Backlampa eller Dimbakljus                        | Blå                  | 1.5               | 15                |                |
| 3  | 31  | Jord kopplat till gods                                                              | Vit eller Grå        | 2.5               | 13                | [ Multicon 1 ] |
| 4  | R   | Höger blinkers                                                                      | Grön                 | 1.5               | 15                |                |
| 5  | 58R | Bakljus, positionsljus, sidomarkeringslykta och skyltlykta höger sida               | Brun                 | 1.5               | 15                | [ Multicon 2 ] |
| 6  | 54  | Bromsljus                                                                           | Röd                  | 1.5               | 15                |                |
| 7  | 58L | Bakljus, positionsljus, sidomarkeringslykta och skyltlykta vänster sida             | Svart                | 1.5               | 15                | [ Multicon 2 ] |
| 8  |     | Backlampa (Erhåller jord från pinne 3)                                              | Rosa eller Röd/Svart | 1.5               | 15                |                |
| 9  | 30  | +12V ständig spänning                                                               | Orange               | 2.5               | 13                |                |
| 10 | 15  | +12V styrd via tändning                                                             | Grå                  | 2.5               | 13                |                |
| 11 | 31  | Jord för pinne 10                                                                   | Black/White          | 2.5               | 13                | [ Multicon 1 ] |
| 12 |     | Identifiering av kopplad släpvagn genom att släpvagn kopplar pinne 12 till 3 (Jord) | Ljusgrå              | 1.5               | 15                |                |
| 13 | 31  | Jord för pinne 9                                                                    | Röd/Vit              | 2.5               | 13                | [ Multicon 1 ] |

Följande kompletterande information gäller för kontakten:
1. 1 2 3  Pinne 3, 11 och 13 får inte kopplas samman i släpet, utan måste vara åtskilda[5] för att undvika överbelastning på resterande stift om ett stift faller bort.
2. 1 2  Pinne 5 och 7 får inte kopplas samman i släpet, utan måste vara åtskilda[5] för att undvika problem i fordon med skilda kretsar för höger och vänster sida.

## Kontakter av DIAB/VBG-typ
Dessa kontakter är särskilt utvecklade av Djurle Industri AB (DIAB) för svårare förhållanden där snö, is och salt är vanligt förekommande. De går att utrusta med extra uppvärmningsslinga vid behov. Dessutom är de "självurkopplande" för att minska risken för skador om man som förare skulle glömma att koppla ur kontakten när man kopplar loss släpet eller släpet skulle lossna.
Den 14-poliga och den 17-poliga kontakten har samma fysiska yttermått, däremot skiljer sig kontaktelementen i kontakterna.
Denna kontakt förekommer framförallt i Skandinavien, men återförsäljare finns i USA, Belgien och Storbritannien vilket gör att de även kan återfinnas utanför Skandinavien.
Anslutningar för dessa kontakter som anges som Reserv är fria att använda efter eget behov. Var dock medveten om att egna inkopplingar kan göra att det blir svårt att koppla andras släpvagnar till din dragbil.

### 12-polig DIAB P12[6]

Kontakt DIAB P12

Denna kontakt är avsedd för 12V elsystem där de vanliga ISO-kontakterna inte räcker till. Kontakten är konstruerad på samma sätt som kontakterna för tunga fordon, men är fysiskt mindre.

14-polig kontakt av standardtyp

14-polig kontakt av ADR-typ med extra tätningar

17-polig kontakt av standardtyp

17-polig kontakt av ADR-typ med extra tätningar

Maximalt tillåten strömstyrka för jordkontakten är 25A.
| Nr | DIN | Signal                                             | Rek. Ledningsarea | Rek. Ledningsarea | Noter          |
| Nr | DIN | Signal                                             | mm²               | AWG               | Noter          |
| -- | --- | -------------------------------------------------- | ----------------- | ----------------- | -------------- |
| 1  | 31  | Jord (-)                                           | 4 - 6             | 9 - 11            |                |
| 2  | L   | Vänster blinkers                                   | 2.5               | 13                |                |
| 3  | 54  | Bromsljus                                          | 2.5               | 13                |                |
| 4  | 58L | Bakljus, positionsljus och skyltlykta vänster sida | 2.5               | 13                | [ DIAB_P12 1 ] |
| 5  | 58R | Bakljus, positionsljus och skyltlykta höger sida   | 2.5               | 13                | [ DIAB_P12 1 ] |
| 6  | R   | Höger blinkers                                     | 2.5               | 13                |                |
| 7  |     | Backlampa                                          | 2.5               | 13                |                |
| 8  |     | Dimbakljus                                         | 2.5               | 13                |                |
| 9  |     | Reserv                                             |                   |                   |                |
| 10 |     | Reserv                                             |                   |                   |                |
| 11 |     | Reserv                                             |                   |                   |                |
| 12 | 30  | +12V ständig spänning                              | 4 - 6             | 9 - 11            |                |

Följande kompletterande information gäller för kontakten:
1. 1 2  Pinne 4 och 5 får inte kopplas samman i släpet, utan måste vara åtskilda för att undvika problem i fordon med skilda kretsar för höger och vänster sida.

### 14-polig[7]
Maximalt tillåten strömstyrka för jordkontakten är 25A.
| Nr | DIN | Signal                                                                  | Kabelfärg | Rek. Ledningsarea | Rek. Ledningsarea | Noter        |
| Nr | DIN | Signal                                                                  | Kabelfärg | mm²               | AWG               | Noter        |
| -- | --- | ----------------------------------------------------------------------- | --------- | ----------------- | ----------------- | ------------ |
| 1  | 31  | Jord (-)                                                                | Vit       | 4 - 6             | 9 - 11            |              |
| 2  | L   | Vänster blinkers                                                        | Gul       | 2.5               | 13                |              |
| 3  | R   | Höger blinkers                                                          | Grön      | 2.5               | 13                |              |
| 4  | 54  | Bromsljus                                                               | Röd       | 2.5               | 13                |              |
| 5  | 58L | Bakljus, positionsljus, identifieringslykta och skyltlykta vänster sida | Svart     | 2.5               | 13                | [ VBG_14 1 ] |
| 6  | 58R | Bakljus, positionsljus, identifieringslykta och skyltlykta höger sida   | Brun      | 2.5               | 13                | [ VBG_14 1 ] |
| 7A |     | Backlampa                                                               | Rosa      | 2.5               | 13                |              |
| 7B |     | Dimbakljus                                                              | Blå       | 2.5               | 13                |              |
| 8A |     | Reserv                                                                  |           |                   |                   |              |
| 8B |     | Reserv                                                                  |           |                   |                   |              |
| 9  |     | Reserv                                                                  |           |                   |                   |              |
| 10 |     | Reserv                                                                  |           |                   |                   |              |
| 11 |     | Reserv                                                                  |           |                   |                   |              |
| 12 | 30  | +24V ständig spänning                                                   | Orange    | 4 - 6             | 9 - 11            |              |

Följande kompletterande information gäller för kontakten:
1. 1 2  Pinne 5 och 6 får inte kopplas samman i släpet, utan måste vara åtskilda för att undvika problem i fordon med skilda kretsar för höger och vänster sida.

### 17-polig[7]
Maximalt tillåten strömstyrka för jordkontakten är 25A.
Denna kontakt används i tillämpningar när den 14-poliga kontakten inte räcker till.
| Nr  | DIN | Signal                                                                  | Kabelfärg | Rek. Ledningsarea | Rek. Ledningsarea | Noter        |
| Nr  | DIN | Signal                                                                  | Kabelfärg | mm²               | AWG               | Noter        |
| --- | --- | ----------------------------------------------------------------------- | --------- | ----------------- | ----------------- | ------------ |
| 1   | 31  | Jord (-)                                                                | Vit       | 4 - 6             | 9 - 11            |              |
| 2   | L   | Vänster blinkers                                                        | Gul       | 2.5               | 13                |              |
| 3   | R   | Höger blinkers                                                          | Grön      | 2.5               | 13                |              |
| 4   | 54  | Bromsljus                                                               | Röd       | 2.5               | 13                |              |
| 5   | 58L | Bakljus, positionsljus, identifieringslykta och skyltlykta vänster sida | Svart     | 2.5               | 13                | [ VBG_17 1 ] |
| 6A  | 58R | Bakljus, positionsljus, identifieringslykta och skyltlykta höger sida   | Brun      | 2.5               | 13                | [ VBG_17 1 ] |
| 6B  |     | Reserv                                                                  |           |                   |                   |              |
| 7A  |     | Backlampa                                                               | Rosa      | 2.5               | 13                |              |
| 7B  |     | Dimbakljus                                                              | Blå       | 2.5               | 13                |              |
| 8   |     | Reserv                                                                  |           |                   |                   |              |
| 9A  |     | Reserv                                                                  |           |                   |                   |              |
| 9B  |     | Reserv                                                                  |           |                   |                   |              |
| 10A |     | Reserv                                                                  |           |                   |                   |              |
| 10B |     | Reserv                                                                  |           |                   |                   |              |
| 11A |     | Reserv                                                                  |           |                   |                   |              |
| 11B |     | Reserv                                                                  |           |                   |                   |              |
| 12  | 30  | +24V ständig spänning                                                   | Orange    | 4 - 6             | 9 - 11            |              |

Följande kompletterande information gäller för kontakten:
1. 1 2  Pinne 5 och 6A får inte kopplas samman i släpet, utan måste vara åtskilda för att undvika problem i fordon med skilda kretsar för höger och vänster sida.

### 22-polig[7]

DIAB 22-polig kontakt

Denna kontakt är en vidareutveckling av den 17-poliga kontakten för fall där man har behov av att kunna stödja många funktioner.
| Nr  | DIN | Signal                                                                  | Kabelfärg | Rek. Ledningsarea | Rek. Ledningsarea | Noter        |
| Nr  | DIN | Signal                                                                  | Kabelfärg | mm²               | AWG               | Noter        |
| --- | --- | ----------------------------------------------------------------------- | --------- | ----------------- | ----------------- | ------------ |
| 1   | 31  | Jord (-)                                                                | Vit       | 4 - 6             | 9 - 11            |              |
| 2A  | L   | Vänster blinkers                                                        | Gul       | 2.5               | 13                |              |
| 2B  |     | Reserv                                                                  |           |                   |                   |              |
| 3A  | R   | Höger blinkers                                                          | Grön      | 2.5               | 13                |              |
| 3B  |     | Reserv                                                                  |           |                   |                   |              |
| 4A  | 54  | Bromsljus                                                               | Röd       | 2.5               | 13                |              |
| 4B  |     | Reserv                                                                  |           |                   |                   |              |
| 5A  | 58L | Bakljus, positionsljus, identifieringslykta och skyltlykta vänster sida | Svart     | 2.5               | 13                | [ VBG_22 1 ] |
| 5B  |     | Reserv                                                                  |           |                   |                   |              |
| 6A  | 58R | Bakljus, positionsljus, identifieringslykta och skyltlykta höger sida   | Brun      | 2.5               | 13                | [ VBG_22 1 ] |
| 6B  |     | Reserv                                                                  |           |                   |                   |              |
| 7A  |     | Backlampa                                                               | Rosa      | 2.5               | 13                |              |
| 7B  |     | Dimbakljus                                                              | Blå       | 2.5               | 13                |              |
| 8A  |     | Reserv                                                                  |           |                   |                   |              |
| 8B  |     | Reserv                                                                  |           |                   |                   |              |
| 9A  |     | Reserv                                                                  |           |                   |                   |              |
| 9B  |     | Reserv                                                                  |           |                   |                   |              |
| 10A |     | Reserv                                                                  |           |                   |                   |              |
| 10B |     | Reserv                                                                  |           |                   |                   |              |
| 11A |     | Reserv                                                                  |           |                   |                   |              |
| 11B |     | Reserv                                                                  |           |                   |                   |              |
| 12  | 30  | +24V ständig spänning                                                   | Orange    | 4 - 6             | 9 - 11            |              |

Följande kompletterande information gäller för kontakten:
1. 1 2  Pinne 5A och 6A får inte kopplas samman i släpet, utan måste vara åtskilda för att undvika problem i fordon med skilda kretsar för höger och vänster sida.

### Teckenförklaring
| Exempel | Beskrivning |
| ------- | ----------- |
|         | Hylsa       |
|         | Pinne       |